# Spiroplasma penaei
Spiroplasma penaei è una specie di batterio appartenente alla famiglia delle Spiroplasmataceae.